# Charales
Charales, biljni red u diviziji parožina (Charophyta), dio je razreda Charophyceae. Pripada mu 1088 vrsta unutar 5 porodica
Parožine reda Charales, dio razreda Charophyceae žive u slatkoj vodi i općenito su potopljene i pričvršćene za muljevita dna slatkih ili bočatih rijeka i jezera. One su od malog izravnog značaja za ljude. Međutim, mnoge pružaju hranu i stanište ribama i drugim vodenim organizmima. Najmanje jedna vrsta, Nitellopsis obtusa, invazivna je vrsta u područjima izvan svog izvornog područja rasprostranjenja.
Površno nalikujući nekim višim biljkama, strukture Charalesa uključuju korijenske rizoide, vijuge grana u pravilnim razmacima i uspravnu cilindričnu os koja može biti okružena omotačem malih stanica. U spolnom razmnožavanju svaki ženski spolni organ (oogonij, takozvana oogamija) sadrži jedno veliko nepokretno jajašce, a svaki muški spolni organ (anteridij) proizvodi jedan mali dvožičasti spermij. Ovojnica sterilnih stanica okružuje reproduktivne strukture. Ne stvaraju se pokretne spore.
Neke vrste su kalcificirane (osobito one iz roda Chara) i mogu se akumulirati kao naslage kalcijevog karbonata. Te naslage mogu biti toliko velike da čine najveći dio vapnenačkog lapora u jezerima i ponekad su štetan korov u mrijestilištima riba.
Smatra se da su ove alge bile glavna karika u evolucijskom prijelazu algi u biljke.

## Podjela
- Ordo Charales Dumortier 1088 vrsta
  - Characeae S.F.Gray 924
  - Clavatoraceae Pia 25
  - Eocharaceae Grambast 1
  - Feistiellaceae Schudack 24
  - Porocharaceae Grambast 114